# Waag (Oldeboorn)
De waag van Oldeboorn is een waag in Oldeboorn in de Nederlandse provincie Friesland.
De waag werd in 1736 gebouwd. Vanaf de aankoop door de gemeente Utingeradeel in 1837 tot 1860 deed de bovenverdieping dienst als gemeentehuis.
In 1937 werd het gebouw door de gemeente aangekocht en gerestaureerd. Sinds 1986 was er is de oudheidskamer Aldheidskeamer Uldrik Bottema in gevestigd. In 2025 kreeg het de nieuwe naam Museum Aldeboarn.

## Referenries
1. ↑  'Geen geld voor voormalige gemeentehuis' in Friese koerier, 7 april 1967. Online

Bolsward · 
Dokkum ·
Franeker ·
Gorredijk ·
Harlingen ·
Hindeloopen ·
Kollum ·
Langweer ·
Leeuwarden ·
Leeuwarden (beurs) ·
Lemmer ·
Makkum ·
Oldeboorn ·
Sloten ·
Workum